# Hydraeomyces
Hydraeomyces — рід грибів родини Laboulbeniaceae. Назва вперше опублікована 1896 року.